# Loegrie
La Loegrie (aussi connue sous les noms de Logris ou Logres) est un royaume légendaire qui appartient à l’histoire mythique de l’île de Bretagne, racontée par Geoffroy de Monmouth, clerc gallois du XIIe siècle, en se fondant sur des légendes locales. Fondé par Locrinus selon son Historia regum Britanniae, ce royaume est celui du roi Arthur dans différents textes du Cycle arthurien.
Le nom est basé sur le mot Lloegr ou Lloegyr, nom brittonique donné à l'ancien royaume de Mercie, puis nom gallois donné à l'Angleterre, nom que le Gallois Geoffroy de Monmouth connaissait donc bien, et qu’il a adapté en latin, puisque le terme de son texte est Loegria. Les formes Loegrie et Logres en sont les adaptations françaises, empruntées à leur tour dans d'autres langues.

## L’Historia regum Britanniae
C’est dans l’Historia regum Britanniae, parue vers 1135, que la Loegrie apparaît pour la première fois. Brutus de Bretagne, petit-fils d’Ascagne et arrière-petit-fils d’Énée, est chassé d’Italie après avoir tué accidentellement son père. Après une longue navigation, il débarque sur une île avec ses compagnons « troyens ». L’île s’appelle Albion, sa nature est riche et elle n’est peuplée que de géants qui sont rapidement exterminés. La terre est cultivée, des maisons sont construites. Brutus donne son nom à l’île, dont les nouveaux habitants sont nommés « Bretons » et parlent la langue bretonne. Corineus, l’un de ses compagnons, nomme sa province « Corinée », c’est-à-dire Cornouailles. Brutus fonde une nouvelle ville sur la Tamise, une nouvelle Troie qui prendra plus tard le nom de Trinovantum, à l’emplacement de l’actuelle ville de Londres.
À sa mort, ses trois fils se partagent le royaume : Locrinus hérite le centre et le sud de l’île et lui donne son nom Loegrie, issu donc de Lloegr ; Kamber s’installe à l’ouest et nomme son héritage Cambrie (du nom Cymru, nom du Pays de Galles), Albanactus va dans le nord et crée l’Albanie, issu du mot gaélique Alba, nom de l'Écosse). Le royaume est finalement réunifié, les héritages deviennent des duchés.
|                               |                               |                               |                               |                               |                               |  |  |                        |  |  |  |  |  |  |  | Énée                                     |                                          |                                          |                                          |                                          |                                          |  |  |                       |                       |                       |                       |                       |                       |  |  |                          |                          |                          |                          |                          |                          |  |  |
|                               |                               |                               |                               |                               |                               |  |  |                        |  |  |  |  |  |  |  |                                          |                                          |                                          |                                          |                                          |                                          |  |  |                       |                       |                       |                       |                       |                       |  |  |                          |                          |                          |                          |                          |                          |  |  |
|                               |                               |                               |                               |                               |                               |  |  |                        |  |  |  |  |  |  |  | Ascagne                                  |                                          |                                          |                                          |                                          |                                          |  |  |                       |                       |                       |                       |                       |                       |  |  |                          |                          |                          |                          |                          |                          |  |  |
|                               |                               |                               |                               |                               |                               |  |  |                        |  |  |  |  |  |  |  |                                          |                                          |                                          |                                          |                                          |                                          |  |  |                       |                       |                       |                       |                       |                       |  |  |                          |                          |                          |                          |                          |                          |  |  |
|                               |                               |                               |                               |                               |                               |  |  |                        |  |  |  |  |  |  |  | Silvius                                  |                                          |                                          |                                          |                                          |                                          |  |  |                       |                       |                       |                       |                       |                       |  |  |                          |                          |                          |                          |                          |                          |  |  |
|                               |                               |                               |                               |                               |                               |  |  |                        |  |  |  |  |  |  |  |                                          |                                          |                                          |                                          |                                          |                                          |  |  |                       |                       |                       |                       |                       |                       |  |  |                          |                          |                          |                          |                          |                          |  |  |
| Corineus roi de Cornouailles  | Corineus roi de Cornouailles  | Corineus roi de Cornouailles  | Corineus roi de Cornouailles  | Corineus roi de Cornouailles  | Corineus roi de Cornouailles  |  |  |                        |  |  |  |  |  |  |  | Brutus 1er roi de Bretagne               | Brutus 1er roi de Bretagne               | Brutus 1er roi de Bretagne               | Brutus 1er roi de Bretagne               | Brutus 1er roi de Bretagne               | Brutus 1er roi de Bretagne               |  |  |                       |                       |                       |                       |                       |                       |  |  | Innogen                  | Innogen                  | Innogen                  | Innogen                  | Innogen                  | Innogen                  |  |  |
| Corineus roi de Cornouailles  | Corineus roi de Cornouailles  | Corineus roi de Cornouailles  | Corineus roi de Cornouailles  | Corineus roi de Cornouailles  | Corineus roi de Cornouailles  |  |  |                        |  |  |  |  |  |  |  | Brutus 1er roi de Bretagne               | Brutus 1er roi de Bretagne               | Brutus 1er roi de Bretagne               | Brutus 1er roi de Bretagne               | Brutus 1er roi de Bretagne               | Brutus 1er roi de Bretagne               |  |  |                       |                       |                       |                       |                       |                       |  |  | Innogen                  | Innogen                  | Innogen                  | Innogen                  | Innogen                  | Innogen                  |  |  |
|                               |                               |                               |                               |                               |                               |  |  |                        |  |  |  |  |  |  |  |                                          |                                          |                                          |                                          |                                          |                                          |  |  |                       |                       |                       |                       |                       |                       |  |  |                          |                          |                          |                          |                          |                          |  |  |
|                               |                               |                               |                               |                               |                               |  |  |                        |  |  |  |  |  |  |  |                                          |                                          |                                          |                                          |                                          |                                          |  |  |                       |                       |                       |                       |                       |                       |  |  |                          |                          |                          |                          |                          |                          |  |  |
| Guendoloena reine de Bretagne | Guendoloena reine de Bretagne | Guendoloena reine de Bretagne | Guendoloena reine de Bretagne | Guendoloena reine de Bretagne | Guendoloena reine de Bretagne |  |  |                        |  |  |  |  |  |  |  | Locrinus roi de Loegrie puis de Bretagne | Locrinus roi de Loegrie puis de Bretagne | Locrinus roi de Loegrie puis de Bretagne | Locrinus roi de Loegrie puis de Bretagne | Locrinus roi de Loegrie puis de Bretagne | Locrinus roi de Loegrie puis de Bretagne |  |  | Kamber roi de Cambrie | Kamber roi de Cambrie | Kamber roi de Cambrie | Kamber roi de Cambrie | Kamber roi de Cambrie | Kamber roi de Cambrie |  |  | Albanactus roi d’Albanie | Albanactus roi d’Albanie | Albanactus roi d’Albanie | Albanactus roi d’Albanie | Albanactus roi d’Albanie | Albanactus roi d’Albanie |  |  |
| Guendoloena reine de Bretagne | Guendoloena reine de Bretagne | Guendoloena reine de Bretagne | Guendoloena reine de Bretagne | Guendoloena reine de Bretagne | Guendoloena reine de Bretagne |  |  |                        |  |  |  |  |  |  |  | Locrinus roi de Loegrie puis de Bretagne | Locrinus roi de Loegrie puis de Bretagne | Locrinus roi de Loegrie puis de Bretagne | Locrinus roi de Loegrie puis de Bretagne | Locrinus roi de Loegrie puis de Bretagne | Locrinus roi de Loegrie puis de Bretagne |  |  | Kamber roi de Cambrie | Kamber roi de Cambrie | Kamber roi de Cambrie | Kamber roi de Cambrie | Kamber roi de Cambrie | Kamber roi de Cambrie |  |  | Albanactus roi d’Albanie | Albanactus roi d’Albanie | Albanactus roi d’Albanie | Albanactus roi d’Albanie | Albanactus roi d’Albanie | Albanactus roi d’Albanie |  |  |
|                               |                               |                               |                               |                               |                               |  |  |                        |  |  |  |  |  |  |  |                                          |                                          |                                          |                                          |                                          |                                          |  |  |                       |                       |                       |                       |                       |                       |  |  |                          |                          |                          |                          |                          |                          |  |  |
|                               |                               |                               |                               |                               |                               |  |  | Maddan roi de Bretagne |  |  |  |  |  |  |  |                                          |                                          |                                          |                                          |                                          |                                          |  |  |                       |                       |                       |                       |                       |                       |  |  |                          |                          |                          |                          |                          |                          |  |  |

## Le cycle arthurien
Logres est le nom du royaume d’Arthur mentionné dans différents textes d'auteurs médiévaux français :
- L'Âtre Périlleux (anonyme)
- Le Chevalier à l'épée (anonyme)
- Méraugis de Portlesguez de Raoul de Houdenc
- Merlin et Arthur : le Graal et le Royaume attribué à Robert de Boron
- Perceval le Gallois ou le conte du Graal de Chrétien de Troyes
- Le Chevalier de la Charrette de Chrétien de Troyes

Dans le cycle arthurien, Logres correspond au sud-est de l'Angleterre, parfois au royaume d'Angleterre dans son entier, et plus rarement à la capitale de ce pays. Les résidences privilégiées d'Arthur sont Camelot, Carduel et Carleon.
Robert de Boron, dans Merlin, appelle Logres la capitale du royaume de Bretagne.

## LesMabinogion
Dans la traduction anglaise des Mabinogion de Charlotte Guest, c'est le terme Lloegyr qui est donné pour la partie est de la Bretagne insulaire.

## Dans la culture populaire moderne
Dans la série télévisée Kaamelott, Logres est le royaume que dirige Arthur, qu'il tient de son père Uther Pendragon. Il regroupe les territoires de la province romaine de Bretagne, d'Irlande, de Calédonie, de Carmélide, d'Armorique et d'Aquitaine ainsi que de l'Orcanie, de Gaunes et de Vannes.

### Sources
- Geoffroy de Monmouth (trad. du latin), Histoire des rois de Bretagne, Paris, Les Belles lettres, coll. « La Roue à livres », 2004, 352 p. (ISBN 2-251-33917-5)traduit et commenté par Laurence Mathey-Maille.
- Les Quatre branches du Mabinogi et autres contes gallois du Moyen Âge, Paris, éditions Gallimard, collection « L'aube des peuples », 1993, 419 p. (ISBN 2-07-073201-0)traduit du gallois, présenté et annoté par Pierre-Yves Lambert.
- La Légende arthurienne, Paris, Robert Laffont, « coll. Bouquins », 1989 (ISBN 2-221-05259-5)textes de référence, préface de Danielle Régnier-Bohler.